# Merchandising
Merchandising je vsakršno ravnanje, ki prispeva k prodaji produktov končnim potrošnikom. Na ravni prodaje na drobno v trgovini se merchandising nanaša na razstavljanje produktov, ki so naprodaj, na kreativen način, ki prepriča stranke, da kupijo več izdelkov ali produktov.
V trgovini na drobno, vizualni merchandising pomeni prodajo trgovskega blaga z oblikovanjem produktov, izbiro, pakiranjem, oblikovanjem cen in razstavljanjem, ki spodbuja potrošnike, da več trošijo. To so popusti, fizične predstavitve produktov in razstave ter odločitve o tem, kateri produkti naj bodo predstavljeni potrošnikom v katerem času. V okolju prodaje na drobno je povezovanje povezanih produktov ali pripomočkov odličen način za prepričati potrošnike, da kupijo več.
V trženju je ena od opredelitev merchandisinga dejavnost v kateri se tržna znamka enega produkta ali storitve uporablja za prodajo druge. Za produkte, kot so igrače ali oblačila, so licencirana imena blagovnih znamk, logotipi ali simboli z namenom boljše prodaje teh produktov. Za lastnike te intelektualne lastnine je zaradi nizkih lastnih stroškov merchandising zelo priljubljen vir prihodka.